# Czesław
Czesław  è un nome proprio di persona polacco maschile.

## Varianti
- Maschili: Czasław
- Femminili: Czesława[1], Czasława

### Varianti in altre lingue
- Ceco: Česlav, Čéslav, Čáslav
- Francese: Ceslas
- Italiano: Ceslao
  - Femminili: Ceslava
- Latino: Ceslaus
- Lettone: Česlavs
- Lituano: Česlavas
- Russo: Чеслав (Česlav)
- Serbo: Часлав (Časlav)
- Slavo medievale: Честислав (Chestislav)[2]

## Origine e diffusione
È composto da due elementi slavi, di cui il secondo è indubbiamente slav ("gloria", diffusissimo nell'onomastica slava), mentre il primo, che è presente anche in Czcibor e Ctirad, può essere identificato sia cza, ča ("aspettare") che in una contrazione di chest ("onore"). 

## Onomastico
L'onomastico si può festeggiare il 15 luglio in memoria del beato Ceslao di Cracovia, religioso domenicano, oppure il 24 agosto in ricordo del beato Czeslaw Jozwiak, martire a Dresda.

## Persone

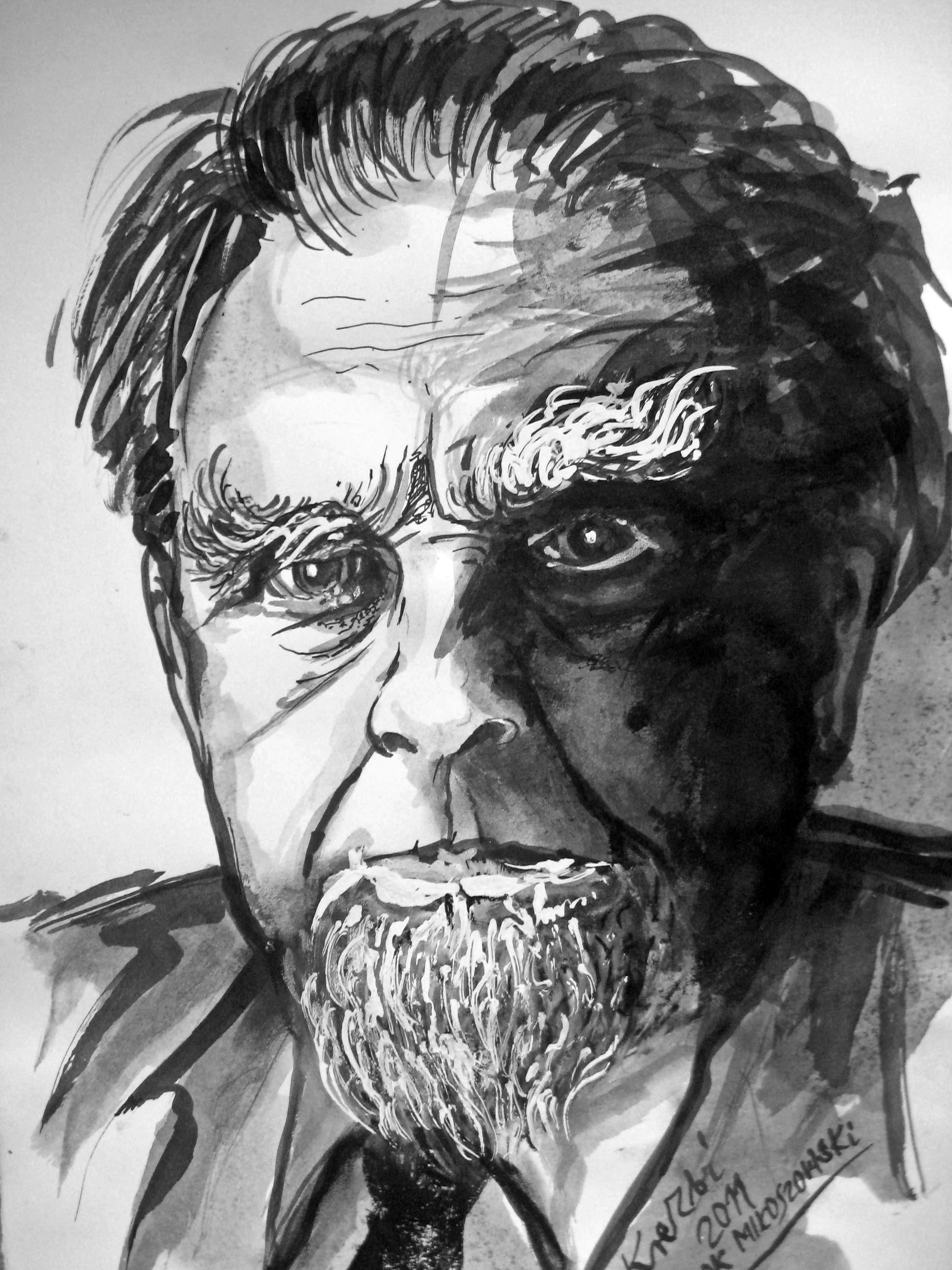
Czesław Miłosz

- Czesław Kiszczak, politico e militare polacco
- Czesław Lang, ciclista su strada e pistard polacco
- Czesław Malec, cestista polacco
- Czesław Miłosz, poeta e saggista polacco
- Czesław Niemen, compositore e cantautore polacco
- Czesław Słania, incisore polacco
- Czesław Wycech, politico, insegnante e storico polacco

### Varianti maschili
- Ceslao di Cracovia, religioso polacco
- Ceslas Spicq, biblista e religioso francese
- Česlavs Stančiks, calciatore lettone
- Česlav Vaňura, compositore ceco

### Variante femminile Czesława
- Czesława Kwoka, vittima dell'Olocausto polacca

## Il nome nelle arti
- Czeslaw Meyer è un personaggio della serie manga e anime Baccano!.